# Raszúl Korbekandi
Raszúl Korbekandi (perzsául: رسول کربکندی; Iszfahán, 1953. január 27. –) iráni válogatott labdarúgókapus és edző.

## Pályafutása

### Klubcsapatban
1969 és 1980 között a Zob Ahan Iszfahán csapatában játszott. Az iráni forradalmat követően véget ért a pályafutása.

### A válogatottban
1970 és 1978 között 2 alkalommal szerepelt az iráni válogatottban. Részt vett az 1978-as világbajnokságon, ahol Nászer Hedzsázi és Barám Mavaddat mellett a harmadik kapusa volt a keretben.

### Edzőként
1983 és 1993 között a Zob Ahan Iszfahán vezetőedzője volt. 1996 és 1998 között a városi rivális Szepáhánt edzette. Majd azt követően 2003-ban visszatért a Zob Ahan csapatához, ahol 2007-ig dolgozott edzőként. Később dolgozott még a Sardári Bandar-Abbász (2007–08), a Bark Siráz (2009), a Szába Kom (2009–2010), a Rah Ahan Teherán (2010) és a Zob Ahan (2012) együttesénél.